# Dagen efter
Dagen efter (engelska: The Day After) är en amerikansk TV-film från 1983.

## Handling
Filmen handlar om ett fiktivt krig mellan Nato-styrkorna och Warszawapakten som snabbt eskalerar till ett fullskaligt kärnvapenkrig mellan USA och Sovjetunionen och vilka förödande effekter det har på invånarna i Kansas.

## Om filmen
Dagen efter regisserades av Nicholas Meyer. Den sågs av mer än 100 miljoner människor under sin första sändning på den amerikanska kanalen ABC. Sedan sent 1970-tal hade det kalla kriget tagit en svängning, där de amerikansk-sovjetiska relationsproblemen återigen blivit allt tydligare.
Dagen efter nominerades till tolv stycken Emmy Awards, men vann bara två - för bästa specialeffekter och bästa ljud.

## Rollista (urval)
- Jason Robards - doktor Russell Oakes
- JoBeth Williams - Nancy Bauer
- Steve Guttenberg - Stephen Klein
- John Cullum - Jim Dahlberg
- John Lithgow - Joe Huxley
- Bibi Besch - Eve Dahlberg
- Lori Lethin - Denise Dahlberg

### Fotnoter
1. ↑  ”The Day After - 25 November 1983” (på engelska). BBC. http://www.bbc.co.uk/programmes/articles/5flHQwTXN65VCVb5vgkMtGC/the-day-after-25-november-1983. Läst 18 september 2016.